# Amphidiscella
Amphidiscella is een geslacht van sponsdieren uit de klasse van de Hexactinellida.

## Soorten
- Amphidiscella atlantica Tabachnick & Collins, 2008
- Amphidiscella caledonica Tabachnick & Lévi, 1997
- Amphidiscella lecus Reiswig, 2014
- Amphidiscella monai Tabachnick & Lévi, 1997